# Galcanezumab
Galcanezumab es un medicamento indicado en la profilaxis de la migraña. Es un anticuerpo monoclonal dirigido al receptor del péptido relacionado con el gen de la calcitonina (CGRP).

## Indicaciones
Está indicado para la profilaxis de la migraña en pacientes adultos que tienen cuatro o más episodios de migraña al mes.

## Efectos secundarios
Los efectos secundarios observados con más frecuencia son: reacción en el punto de inyección, estreñimiento, vértigo y reacción de hipersensibilidad.